# Victoriano Sánchez Arminio
Victoriano Sánchez Arminio   (Santander, 26 de juny de 1942 - Santander, 21 de maig de 2023) fou un àrbitre de futbol espanyol. Des de 1993 fins a 2018 va ser el president del Comitè Tècnic d'Àrbitres de la Reial Federació Espanyola de Futbol.

## Trajectòria

### Com a àrbitre

#### A Espanya
Sánchez Arminio treballava com a representant de l'empresa alimentària Kraft quan va debutar en la Primera Divisió d'Espanya, la temporada 1976-1977. El seu primer partit en la competició va ser el disputat entre el CD Màlaga i la UD Salamanca el dia 11 de setembre de 1976. Va xiular a la màxima categoria durant tretze campanyes consecutives, dirigint un total de 149 partits fins a la seva retirada, per motius d'edat, el 1989.
Al llarg de la seva carrera va ser designat per arbitrar tres finals de la Copa de Rei: el 1982, el 1986 i la de 1989, que va ser el seu partit de comiat.

#### Internacional
El 1978 va ser nomenat àrbitre internacional i el 1981 va obtenir l'escarapela FIFA. El seu debut en un gran esdeveniment internacional va ser en el Mundial d'Espanya de 1982, com a jutge de línia de Lamo Castillo. El 1984, va arbitrar en els Jocs Olímpics de Los Angeles i un any més tard en el Mundial Juvenil. El 1986 va ser l'àrbitre espanyol triat per la RFEF per al Mundial de Mèxic, on només va xiular un partit de la primera fase, entre l'Argentina i Corea del Sud.
El 1989, la temporada de la seva retirada, va arbitrar el partit de tornada de la final de la Copa de la UEFA, entre la SSC Napoli i l'VfB Stuttgart.

### Després de la retirada
Tot just retirar-se, Ángel María Villar, president de la Federació Espanyola, el va fer membre de Comitè de designació d'àrbitres. El 15 de març de 1993 el mateix Villar el va nomenar president del màxim organisme arbitral del futbol espanyol, el Comitè Tècnic d'Àrbitres (en aquells dies Comitè Nacional d'àrbitres), per reemplaçar el dimissionari Pedro Sánchez Sanz. El 18 de maig de 2018, Luis Rubiales, president de la RFEF va anunciar el seu cessament després de vint-i-cinc anys en el càrrec.
Va ser també instructor de la FIFA per a àrbitres.

## Premis
- Premi Don Balón (1): 1988/89.
- Silbato de oro de primera divisió (1): 1981.
- Silbato de plata de primera divisió (2): 1978 i 1986.